# Wasserturm Laage

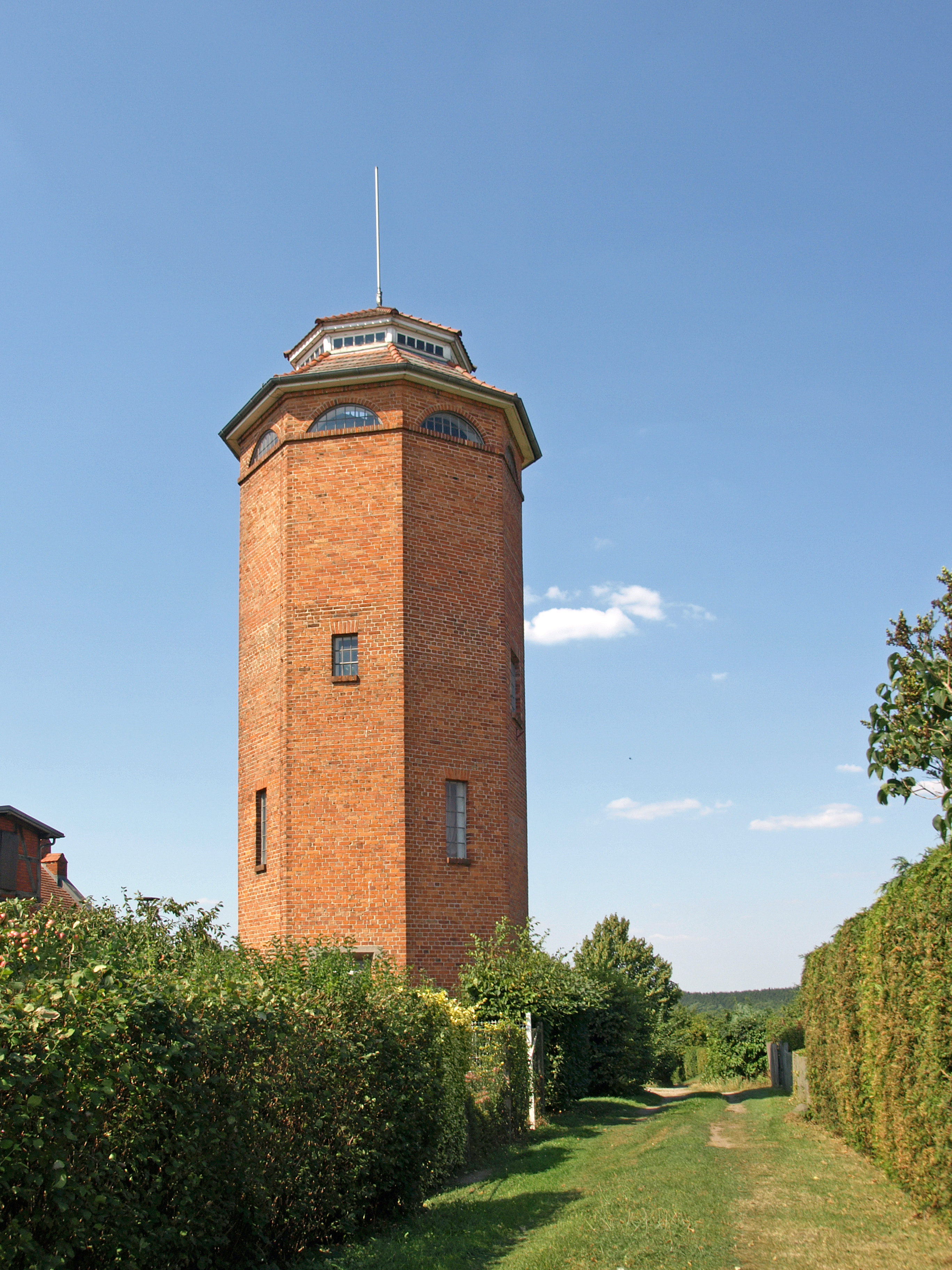

Der ehemalige Wasserturm in Laage, Pfendkammerweg, neben der Stadtscheune, stammt von 1926 und dient heute als Aussichtsturm.
Das Gebäude steht unter Denkmalschutz.

## Geschichte
Das 1216 erstmals erwähnte Dorf Laage im Landkreis Rostock in Mecklenburg-Vorpommern hat 6469 Einwohner (2019).
Der achteckige verklinkerte Turm mit einem schmiedeeisernen Wasserbehälter von rund 100 m³ Wasserinhalt wurde vom Laager Architekten Paul Korff entworfen und 1925/26 von Maurermeister Hehl erbaut. Er entstand zeitgleich mit dem Wasserwerk und wurde bis in die 1970/80er Jahre genutzt. Sein gläserner Aufsatz bietet eine gute Rundsicht auf das Recknitztal. Nach Ausbau des Stahlbehälters war die Turmkonstruktion gefährdet. Der Turm wurde im Rahmen der Städtebauförderung um 1995/2000 saniert. Laage veranstaltet seit 2008 jährlich einen Turmlauf im Wasserturm.

Zeitgleich wurde die benachbarte Stadtscheune Laage saniert und zu einer Begegnungsstätte umgebaut.